# Ribera de les Illes
La Ribera de les Illes és un curs d'aigua de la Catalunya del Nord, a les comarques del Vallespir i del Rosselló. Travessa la meitat nord del terme de Morellàs i les Illes, a l'antic terme de les Illes i s'aboca en la Ribera de Morellàs, sempre en terme de Morellàs i les Illes.
Es forma per la unió del Còrrec del Pla del Llop i del Còrrec de la Salina, al nord-oest del Mas dels Quintassos, a ponent del poble de les Illes, davalla de forma molt sinuosa cap al costat oest d'aquest poble, passa sota i a llevant de Santa Maria de les Illes, ara Santa Maria o la Mare de Déu del Bon Remei, i al cap de poc, després de dos tancats meandres, s'aboca en la Ribera de Morellàs.